# CPQ
CPQ (англ. Carboxypeptidase Q) – білок, який кодується однойменним геном, розташованим у людей на 8-й хромосомі. Довжина поліпептидного ланцюга білка становить 472 амінокислот, а молекулярна маса — 51 888.
| 10         |  | 20         |  | 30         |  | 40         |  | 50         |
| ---------- |  | ---------- |  | ---------- |  | ---------- |  | ---------- |
| MKFLIFAFFG |  | GVHLLSLCSG |  | KAICKNGISK |  | RTFEEIKEEI |  | ASCGDVAKAI |
| INLAVYGKAQ |  | NRSYERLALL |  | VDTVGPRLSG |  | SKNLEKAIQI |  | MYQNLQQDGL |
| EKVHLEPVRI |  | PHWERGEESA |  | VMLEPRIHKI |  | AILGLGSSIG |  | TPPEGITAEV |
| LVVTSFDELQ |  | RRASEARGKI |  | VVYNQPYINY |  | SRTVQYRTQG |  | AVEAAKVGAL |
| ASLIRSVASF |  | SIYSPHTGIQ |  | EYQDGVPKIP |  | TACITVEDAE |  | MMSRMASHGI |
| KIVIQLKMGA |  | KTYPDTDSFN |  | TVAEITGSKY |  | PEQVVLVSGH |  | LDSWDVGQGA |
| MDDGGGAFIS |  | WEALSLIKDL |  | GLRPKRTLRL |  | VLWTAEEQGG |  | VGAFQYYQLH |
| KVNISNYSLV |  | MESDAGTFLP |  | TGLQFTGSEK |  | ARAIMEEVMS |  | LLQPLNITQV |
| LSHGEGTDIN |  | FWIQAGVPGA |  | SLLDDLYKYF |  | FFHHSHGDTM |  | TVMDPKQMNV |
| AAAVWAVVSY |  | VVADMEEMLP |  | RS         |  |            |  |            |

A: Аланін

C: Цистеїн

D: Аспарагінова кислота

E: Глутамінова кислота

F: Фенілаланін

G: Гліцин

H: Гістидин

I: Ізолейцин

K: Лізин

L: Лейцин

M: Метіонін

N: Аспарагін

P: Пролін

Q: Глутамін

R: Аргінін

S: Серин

T: Треонін

V: Валін

W: Триптофан

Кодований геном білок за функціями належить до гідролаз, протеаз, металопротеаз, карбоксипептидаз. 
Білок має сайт для зв'язування з іонами металів, іоном цинку. 
Локалізований у ендоплазматичному ретикулумі, лізосомі, апараті гольджі.
Також секретований назовні.